# Fljótsdalshreppur
Pronunciação
Fljótsdalshreppur é um município na Islândia. Em 2021 tinha uma população estimada em 98 habitantes.